# Memoirs of an Imperfect Angel
Memoirs of an Imperfect Angel é o décimo segundo álbum de estúdio da artista musical estadunidense Mariah Carey. Foi lançado primeiramente no México em 28 de setembro de 2009, com distribuição mundial feita posteriormente através da editora discográfica Island Records. Carey começou a gravação do projeto pouco tempo depois do término da promoção de seu trabalho anterior, E=MC² (2008), em meio ao cancelamento de uma turnê que o promoveria. O disco foi majoritariamente produzido por ela em parceria com os produtores The-Dream e Tricky Stewart, diferenciando-se dos álbuns anteriores de sua discografia, que ostentaram uma grande variedade de diferentes produtores. Além deste feito, Memoirs of an Imperfect Angel também caracteriza-se por ser o primeiro álbum de Carey sem apresentar artistas convidados desde Daydream (1995).
Após seu lançamento, Memoirs of an Imperfect Angel recebeu avaliações geralmente positivas. Alguns críticos disseram que o álbum era um dos mais sonoramente consistentes do catálogo da artista, enquanto outros sentiram falta de singles de maior impacto e entraram em discordância sobre a voz de Carey. Em termos comerciais, o álbum foi um sucesso, embora menor que o alcançado por E=MC². Nos Estados Unidos, o projeto estreou na terceira posição da tabela Billboard 200, vendendo 168.000 cópias na primeira semana e sendo posteriormente certificado como disco de platina pela Recording Industry Association of America (RIAA). Também foi bem sucedido mundialmente, figurando entre os 10 discos mais vendidos em países como Austrália, Dinamarca e Japão, e contabilizando cerca de 2 milhões de exemplares vendidos ao redor do mundo.
Para a promoção do álbum, seis canções do álbum foram lançadas como singles. "Obsessed" foi a melhor estreia da artista na tabela Billboard Hot 100 em mais de uma década, alcançando a sétima posição. "I Want to Know What Love Is", embora tenha obtido um sucesso moderado mundialmente, quebrou recordes ao figurar em primeiro lugar no Brasil por 27 semanas consecutivas. Outros singles lançados foram "H.A.T.E.U.", "Up Out My Face" e "Angels Cry", com os dois últimos sendo originalmente do álbum de remixes Angels Advocate, que foi posteriormente cancelado. "It's a Wrap" foi lançada como single em 2023 após viralizar através das redes sociais. Carey também promoveu o disco em uma variedade de aparições televisionadas em diversos países, antes de embarcar na Angels Advocate Tour, que visitou cidades nos Estados Unidos e Canadá entre 2009 e 2010.

## Antecedentes e produção
Após o sucesso mundial de The Emancipation of Mimi (2005), que foi seu disco "de retorno" ao êxito comercial em sucessão a uma fase de fracassos comerciais e de crítica, Carey lançou seu décimo primeiro álbum de inéditas E=MC² em abril de 2008. O trabalho estreou no topo da tabela Billboard 200, com 463.000 cópias vendidas, a melhor semana de estreia de toda sua carreira, tornando-se também seu sexto disco a alcançar o primeiro lugar. A primeira faixa de trabalho de E=MC², "Touch My Body", alcançou a posição máxima da Billboard Hot 100, tornando-se o 18º pódio de Carey na tabela, fazendo dela a artista solo com maior quantidade de músicas em primeiro lugar na história dos Estados Unidos, superando o recorde até então pertencente a Elvis Presley. Carey passaria a perder somente para os Beatles, que têm 20 lançamentos nessa posição. Para a promoção do trabalho, Carey planejou embarcar em uma extensa turnê no final de 2008, embora ela nunca veio a acontecer. Mais tarde, ela afirmou que estava grávida durante esse período e sofreu um aborto espontâneo, por isso cancelou a turnê.
No início de 2009, o produtor The-Dream, com quem Carey já havia trabalhado em E=MC², declarou que estava trabalhando no futuro décimo segundo álbum da cantora, e que sua intenção era produzi-lo por completo. Ele disse que o plano era focar nos sucessos antigos da cantora como fonte de inspiração e dessa forma "fazer um álbum de maiores sucessos, sem utilizar seus maiores sucessos." No mês seguinte, The-Dream revelou em seu blog no MySpace que estava finalizando sete canções para o disco de Carey. A maioria do material foi coproduzida por ele em conjunto com Tricky Stewart; a artista comentou que gostou de colaborar com a dupla, uma vez que eles deram a ela "a liberdade de me expressar de uma forma que eu talvez não tivesse me sentido capacitada o suficiente para fazer no passado". Além da dupla supracitada, James "Big Jim" Wright foi um dos produtores do disco, sendo responsável pelas instrumentais gravadas ao vivo de algumas faixas, atendendo a um desejo dos fãs da cantora. Durante as sessões de Memoirs of an Imperfect Angel, Carey trabalhou com Timbaland pela primeira vez em sua carreira, bem como voltou a produzir material com seu antigo colaborador Jermaine Dupri. No entanto, nenhuma das canções produzidas por eles figurou na lista final de faixas, mas a artista assegurou que haviam planos futuros para elas.

## Estrutura musical

### Temas e estilo
"Há algumas músicas que são sobre anos atrás. Há algumas músicas que são sobre velhos amigos, histórias que eles me contaram. Então é como se toda vez que eu entro para escrever algo novo, nós vamos a algum lugar, e é como se eu não soubesse que todo mundo saberia que eu passei por metade dessas situações."

—Carey sobre o conteúdo lírico do álbum.
Carey revelou que em Memoirs of an Imperfect Angel, "cada música é seu próprio instantâneo de um momento em uma história", que "fluem perfeitamente umas nas outras", enquanto "outras são muito diferentes"; ela também destacou o senso de humor presente no álbum. Jody Rosen, da Rolling Stone, notou que no disco "ela entra em contato com seu lado engraçado", em que ela chega a zombar de sua própria extensão vocal. A artista mencionou que Memoirs of an Imperfect Angel era sobre o empoderamento feminino, dizendo: "Há músicas nele que estão apenas dizendo (aos homens), 'Eu não preciso de você.'" Rosen viu o disco "uma mistura de baladas e hinos atrevidos de separação", enquanto Sal Cinquemani, da revista Slant Magazine, descreveu o álbum como um "disco de separação", com Carey "chutando todos os tipos de homens para o meio-fio" durante quase todo seu curso. No entanto, Adam R. Holz escreveu no website Plugged In que "algumas de suas faixas refletem [a] felicidade conjugal" vivida por ela com seu então marido, Nick Cannon, apesar de não ter se esquecido de como "explorar velhas feridas emocionais para o máximo impacto emocional".
Memoirs of an Imperfect Angel difere-se dos trabalhos anteriores de sua discografia ao se opor ao uso de uma grande variedade de diferentes produtores e não apresentar artistas convidados, tornando-se seu primeiro álbum com tal feito desde Daydream (1995). Também foi percebido que Carey não fez uso de sua máxima potência vocal no disco, dando lugar a "vocais acessíveis com os quais humanos normais podem cantar junto". A maioria do material ostenta uma mistura de baladas, faixas de R&B de andamento mediano e slow jams, substituindo as canções influenciadas pelo hip hop presentes em seus álbuns anteriores, com "Obsessed" e "Ribbon" sendo o mais próximo que o álbum chega do gênero. Dan Aquilante, do New York Post, descreveu o material como tão diferente de seus últimos discos que até mesmo seus fãs mais devotos deveriam ter cuidado ao ouvir — e ouvir novamente — antes de julgá-lo.

### Música e letras

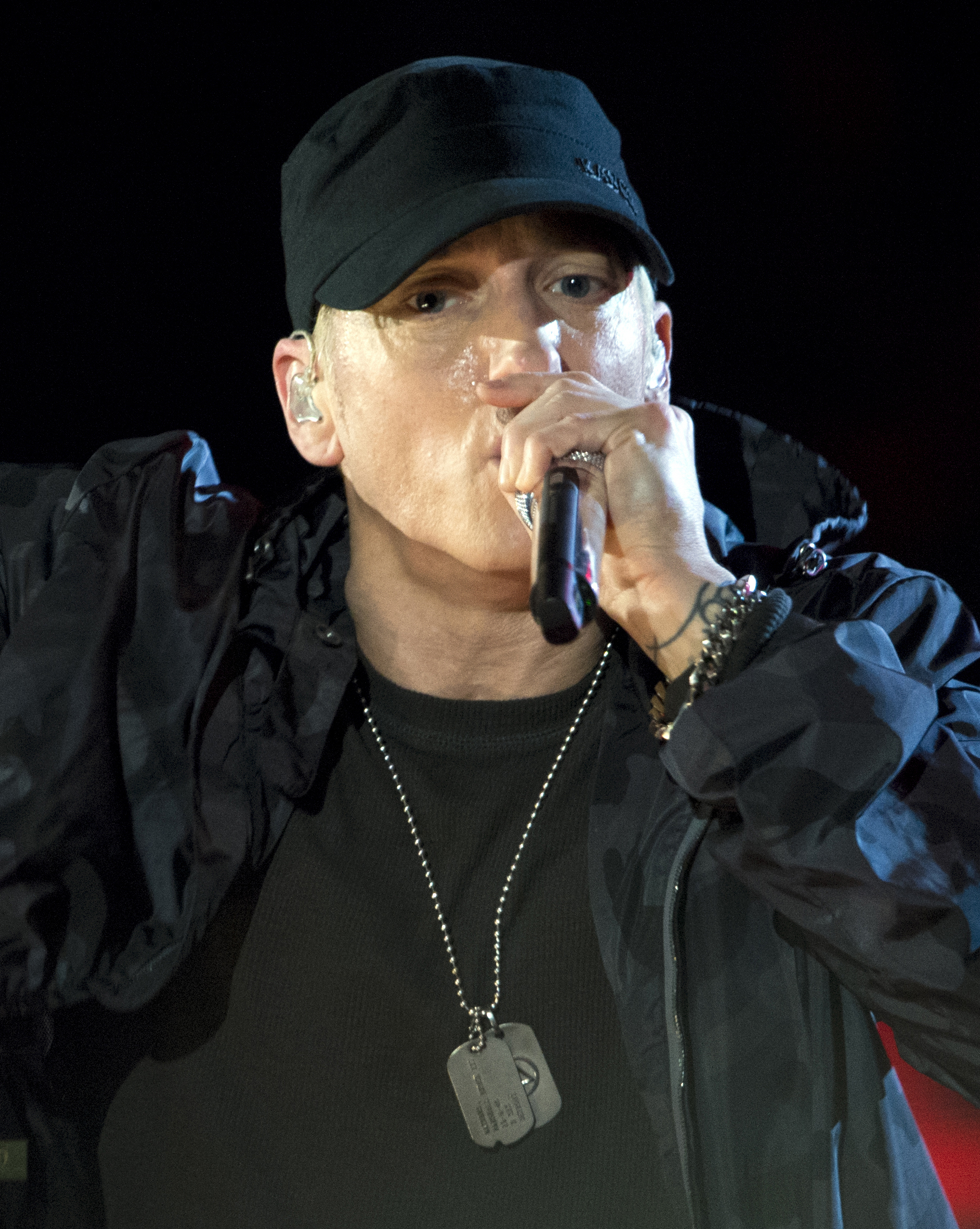
Uma série de jornalistas apontaram referências ao rapper Eminem (foto) em mais de uma canção do disco.

Memoirs of an Imperfect Angel inicia com "Betcha Gon' Know (The Prologue)", envolvendo Carey encontrando seu homem a traindo com uma mulher nua, e compara a seriedade de seu coração partido com noticiários como 60 Minutes, 20/20 e The Oprah Winfrey Show. A segunda faixa e primeiro single principal do álbum, "Obsessed", detalha a raiva e a ansiedade por ser perseguida por um homem que alega de forma mentirosa que manteve relações sexuais com ela. Vários críticos acreditaram que o homem em questão era o rapper Eminem, que espalhou rumores sobre um suposto envolvimento amoroso entre os dois. "H.A.T.E.U." é um acrônimo para "Having a Typical Emotional Upset", e é sobre chegar ao ponto após um rompimento amoroso onde não se sente mais amor ou dor, com o sentimento transformando-se em ódio. Em "Candy Bling", Carey deseja poder reviver relacionamentos anteriores que lhe proporcionaram momentos felizes, enquanto em "Ribbon", ela canta de forma positiva sobre o amor, "Você dá calafrios no meu corpo… e garoto, eu tenho seu amor na minha mente", e em "Inseparable", a artista canta sobre o amor verdadeiro acompanhada pelo som de um baixo. Em "It's a Wrap", Carey se certifica de que um ex-namorado traidor saiba que a relação entre os dois acabou para sempre, e para isto usa "palavras particularmente duras" sobre uma batida de doo wop.
A próxima música "Up Out My Face" compartilha semelhanças líricas com a anterior, com a cantora declarando: "Se fôssemos dois blocos de Lego, nem mesmo a turma inteira de formandos de 2010 de Harvard conseguiria nos juntar novamente!". Foi observado que a parte da letra em que Carey canta "Eu sei que você não é um rapper, então você precisa parar de falar tanto assim" seria também uma referência a Eminem. A "reprise" da música segue, com uma coda de banda marcial. A faixa "More Than Just Friends" fala sobre se deleitar na glória do amor, cuja letra traz a cantora zombando de sua própria assinatura vocal: "Me ame até eu atingir o topo do meu soprano", ela arrulha. "The Impossible" foi escrita por Carey sobre seu casamento com Nick Cannon. Nela, ela explica sua ideia de uma noite romântica: "deitada na cama, ouvindo Jodeci". "Angel (The Prelude)" consiste apenas em Carey fazendo seu característico vocal de apito, enquanto na canção que segue, "Angels Cry", ela abriga esperança por um relacionamento rompido enquanto canta em tom agudo sobre piano e estalos de dedos, afirmando: "Estou disposta a viver e morrer por nosso amor/Baby, podemos recuperar esse brilho". Em "Languishing", Carey canta acompanhada por um piano. O álbum finaliza com uma regravação da canção da banda Foreigner, "I Want to Know What Love Is", lançada originalmente em 1984. A versão defendida por Carey apresenta um coral gospel e seus vocais de apito.

## Lançamento e divulgação
Carey revelou o título do álbum em maio de 2009 através da rede social Twitter, onde escreveu: "Porque eu amo vocês, eu quero que vocês saibam o título do meu álbum Memoirs of an Imperfect Angel", descrevendo-o como "pessoal" e dedicado aos fãs. Ela também revelou que ele foi inspirado no título do álbum Perfect Angel (1974), de Minnie Riperton, cantora que exerceu grande influência em seu jeito de cantar. Memoirs of an Imperfect Angel foi inicialmente projetado para ser lançado em 25 de agosto de 2009 nos Estados Unidos através da gravadora Island, mas teve seu lançamento adiado para 15 de setembro; no entanto, o álbum sofreu um novo adiamento para 29 de setembro de 2009, uma vez que as gravações não haviam sido concluídas. Em razão disso, as aparições promocionais que Carey faria em eventos como o MTV Video Music Awards de 2009 e VH1 Storytellers foram canceladas para que ela pudesse "dar os toques finais" ao material. Antes do lançamento do projeto, a gravadora de Carey organizou uma série de eventos em Tóquio, Hong Kong, Londres e Berlim para que membros da imprensa especializada pudesse ouvir antecipadamente seis faixas do álbum, sendo elas "Obsessed", "H.A.T.E.U.", "Candy Bling", "The Impossible", "Standing O" e "I Want to Know What Love Is".
A capa de Memoirs of an Imperfect Angel foi revelada através do website oficial da artista em 25 de junho de 2009, apresentando ela em três poses diferentes. Explicando sua escolha de incluir três fotos suas na capa, Carey disse que ela foi motivada pelas "diferentes emoções e histórias reveladas neste álbum". A versão física do álbum foi lançada em softpack com três lados, devido à inclusão de dois discos, com o segundo incluindo os clipes de "Obsessed" e seu remix com Gucci Mane, bem como três outros remixes. O lançamento incluiu também uma mini revista de 34 páginas da revista Elle, que dava uma visão detalhada exclusiva da vida e da carreira de Carey. A mini revista incluía as letras do disco e outros materiais tradicionais de uma revista, bem como anúncios de marcas como Elizabeth Arden, Angel Champagne e Carmen Steffens. O encarte em formato de revista – também disponível em formato digital – apareceu no primeiro milhão de cópias do CD nos Estados Unidos e dos primeiros 500 mil no exterior. Além disso, uma edição limitada para colecionadores também foi lançada em 27 de outubro de 2009, incluindo o álbum e seu disco bônus em CD, disco de vinil branco e mais seis litografias raras, a edição limitada da Elle, uma banda de assinatura de borboleta e uma caixa com design exclusivo para colecionadores.

### Apresentações ao vivo e aparições na mídia

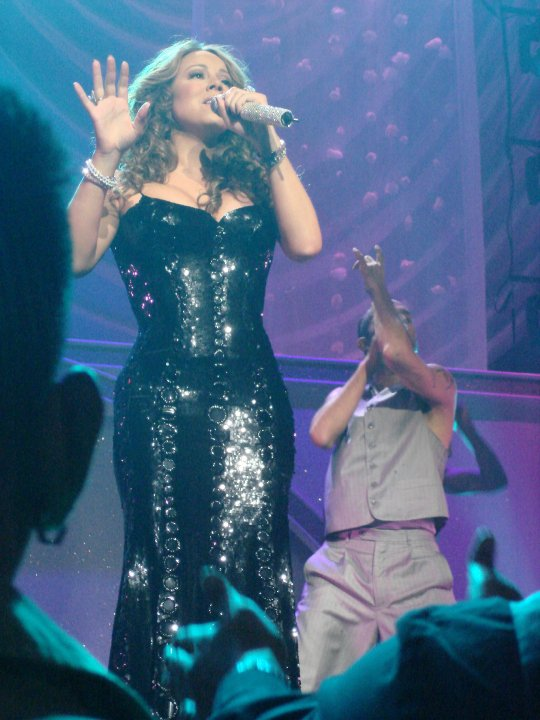
Carey durante a residência Live at the Pearl em 2009, onde apresentou algumas das canções do álbum

Carey iniciou a promoção de Memoirs of an Imperfect Angel com uma performance de "Obsessed" no talent show America's Got Talent, que foi ao ar em 5 de agosto de 2009. Posteriormente, em 10 e 11 de setembro, a artista inaugurou a residência de shows Live at the Pearl em Las Vegas, onde cantou algumas músicas do álbum. Carey fez uma aparição no The Oprah Winfrey Show em 18 de setembro, onde ela deu uma entrevista acompanhada de Cannon e cantou "I Want to Know What Love Is". Após o lançamento do disco, a artista realizou um mini concerto no Rockefeller Plaza, em Nova Iorque, para o programa Today em 2 de outubro, onde cantou "Obsessed", "I Want to Know What Love Is", "H.A.T.E.U.", além do single antigo "Make It Happen" (1992). Também em Nova Iorque, fez um show para os vencedores de concurso promovido pela rádio WWPR-FM no PC Richard Theatre em TriBeCa, em 5 de outubro; ela interpretou as três primeiras canções supracitadas e os singles antigos "Always Be My Baby" (1996) e "We Belong Together" (2005). Em meados de outubro, Carey viajou para a Ásia com a intenção de promover Memoirs of an Imperfect Angel. Ela gravou uma participação no programa sul-coreano You Hee-yeol's Sketchbook em 13 de outubro, cantando "H.A.T.E.U." e "I Want To Know What Love Is", indo ao ar no dia 23. Logo depois, viajou para o Japão, onde compareceu em 16 de outubro ao programa Music Station, e deu voz a "I Want to Know What Love Is".
Carey também viajou para o Brasil para divulgar o álbum, cantando "Obsessed", "Touch My Body" e o single antigo "Fantasy" (1995) no evento Fashion Rocks, ocorrido no Rio de Janeiro em 25 de outubro. No mês seguinte, no dia 4, Carey concedeu uma entrevista para o programa Larry King Live, antes de partir para a Europa a fim de promover o lançamento do disco no território. A artista cantou "I Want To Know What Love Is" no X Factor Itália em 11 de novembro, e dois dias depois, foi ao ar uma performance de "H.A.T.E.U." no Late Show with David Letterman, gravada enquanto ainda estava promovendo o álbum nos Estados Unidos. No dia 14, ela gravou uma apresentação de "I Want to Know What Love Is" para a versão britânica do The X Factor após cancelar sua participação no programa rival Strictly Come Dancing ao ser informada que não poderia aparecer em ambos ao mesmo tempo; sua performance no The X Factor foi ao ar em 22 de novembro. Em 19 de novembro, ela também interpretou "I Want to Know What Love Is" e foi entrevistada no talk show Alan Carr: Chatty Man. Posteriormente, compareceu ao programa GMTV, onde foi novamente entrevistada e voltou a cantar "I Want to Know What Love Is". Em 7 de dezembro, ela participou de uma edição especial do Under the Skin do canal 4Music, onde foi entrevistada por Rick Edwards. Ao retornar para os Estados Unidos, Carey interpretou "Obsessed" juntamente com outra canção do álbum, "It's a Wrap", no programa Lopez Tonight em 16 de dezembro.

### Turnê
De forma a promover Memoirs of an Imperfect Angel, Carey anunciou que embarcaria na Angels Advocate Tour, sua primeira turnê desde a The Adventures of Mimi (2006), visitando cidades nos Estados Unidos e Canadá. Ela começou em Atlantic City, no Borgata Casino, em 2 de janeiro de 2010 – após um show "esquenta" realizado em Nova Iorque, no Madison Square Garden em 31 de dezembro de 2009 – e terminou em Las Vegas, no The Colosseum at Caesars Palace, em 27 de fevereiro de 2010.

## Singles
"Obsessed", o primeiro single do disco, estreou nas rádios em 16 de junho de 2009. A faixa estreou na 11ª posição da Billboard Hot 100, tornando-se a melhor estreia de Carey na tabela desde 1998, bem como sua 40ª entrada ao total, o que tornou-a a oitava artista feminina na história da parada a atingir tal feito. Mais tarde, "Obsessed" alcançou o sétimo lugar como sua melhor posição na tabela, tornando-se o 27º single da artista a atingir a lista dos dez mais bem posicionados na lista, empatando com Janet Jackson como a segunda artista feminina com mais singles no top 10 da Hot 100, atrás apenas de Madonna. Em nível mundial, "Obsessed" conseguiu figurar entre as 10 músicas mais bem posicionadas na França e Itália, e alcançou o top 20 na Austrália, Canadá e Japão.
"I Want to Know What Love Is" foi selecionada como segundo single do álbum. Foi enviada às rádios estadunidenses em 15 de setembro, e posteriormente lançada em formato de download digital em 22 de setembro de 2009. O single não conseguiu subir mais do que o número 60 na Billboard Hot 100, apesar de ter sido mais bem sucedida na tabela Adult Contemporary, onde alcançou o 10º lugar, tornando-se o vigésimo single da cantora ao figurar entre as 10 mais bem posicionadas na tabela, ficando atrás apenas de Céline Dion, com 21. A música foi mais bem sucedida na Europa, onde alcançou o top 10 na França, Hungria e Portugal. "I Want to Know What Love Is" encontrou sucesso maior no Brasil, onde ficou em primeiro lugar por 27 semanas consecutivas.
"H.A.T.E.U." foi o terceiro single do álbum, lançado apenas nas rádios estadunidenses em 1 de novembro de 2009. Apesar de não ter pontuado na Billboard Hot 100, a faixa estreou em número 79 na tabela Hot R&B/Hip-Hop Songs, fazendo de Carey uma das cinco mulheres a ter 50 singles e a quarta mais bem posicionada em maior número de singles na parada, empatada com Dionne Warwick.
"Up Out My Face", com a participação de Nicki Minaj, serviria como um dos singles de Angels Advocate, cujo lançamento viria a nunca ser materializado. Foi enviada às rádios dos Estados Unidos em 26 de janeiro de 2010, e lançada digitalmente em 16 de fevereiro. Atingiu a centésima posição na Hot 100 e o número 39 na Hot R&B/Hip Hop Songs, enquanto alcançou o número 25 na tabela de singles internacionais da Coreia do Sul.
"Angels Cry", com a participação de Ne-Yo, foi enviada às rádios como single de Angels Advocate em conjunto com "Up Out My Face" em 26 de janeiro, e disponibilizada em formato de download digital em 23 de fevereiro de 2010. Nos Estados Unidos, atingiu a trigésima posição na tabela Adult Contemporary, tornando-se a segunda vez que Carey teve duas canções do mesmo álbum – juntamente com Butterfly de 1997 – a entrar nesta parada, sendo "I Want to Know What Love Is" a outra canção.
No início de 2023, uma versão acelerada de "It's a Wrap" tornou-se viral nas redes sociais, o que resultou no lançamento de um EP em 10 de fevereiro contendo a versão do álbum, um remix com Mary J. Blige, a versão acelerada e outra encurtada. Após o fenômeno viral, "It's a Wrap" entrou no número 24 da tabela estadunidense Hot R&B Songs, como resultado de 3.6 milhões de streams realizados naquela semana. A edição acelerada também atingiu o número 36 na Nova Zelândia.

## Análise da crítica
| Críticas profissionais | Críticas profissionais |
| Pontuações agregadas   | Pontuações agregadas   |
| Fonte                  | Avaliação              |
| ---------------------- | ---------------------- |
| AnyDecentMusic?        | 4.9/10                 |
| Metacritic             | 69/100                 |
| Avaliações da crítica  |                        |
| Fonte                  | Avaliação              |
| AllMusic               | [ 26 ]                 |
| The A.V. Club          | B-                     |
| Entertainment Weekly   | B                      |
| The Guardian           | [ 25 ]                 |
| Los Angeles Times      | [ 24 ]                 |
| musicOMH               | [ 30 ]                 |
| NME                    | 5/10                   |
| Newsday                | C                      |
| Rolling Stone          | [ 14 ]                 |
| Slant Magazine         | [ 16 ]                 |

Memoirs of an Imperfect Angel recebeu críticas geralmente favoráveis dos críticos musicais. No Metacritic, que atribui uma média ponderada de notas de 0 a 100 para as avaliações de críticos profissionais, o álbum recebeu uma pontuação de 70 com base em 13 avaliações, indicando "críticas geralmente favoráveis". O agregador AnyDecentMusic? compilou 11 críticas e atribuiu ao álbum uma média de 4,9 de 10, com base em sua avaliação de consenso crítico.
Escrevendo uma crítica positiva, Greg Kot, do Chicago Tribune, notou que Carey "não recorre a histrionismo vocal ou truques de produção" no álbum, culminando em "seu melhor álbum desde o auge dos anos 90". Segundo Mesfin Fekadu, da The Associated Press, a obra "mantém um som clássico de Mariah" e finalizou dizendo: "Ninguém é perfeito – isso é óbvio. Este CD é – isso também é óbvio". Para o The A.V. Club, Michaelangelo Matos classificou Memoirs of an Imperfect Angel como "seu álbum menos pirotécnico" e notando como "seu fluxo é tão importante quanto suas melodias". Mariel Concepcion, da Billboard, escreveu uma avaliação positiva para o disco, dizendo que ao deixar para trás os temas juvenis e melodias hip hop de seu álbum anterior e optando por grandes baladas influenciadas no R&B com letras sobre amor e traição, Carey estava soando "mais coesa e apropriada para sua idade". Para Darryl Sterdan, do Toronto Sun, Memoirs of an Imperfect Angel era "nem autoindulgente nem bobo", e sim um dos trabalhos mais focados de Carey, destacando as faixas "bem escritas e criativamente produzidas criativamente" e as "baladas que apresentam os poderosos vocais de Carey sem sacrificar ganchos e melodias".
Stephen Thomas Erlewine, editor do AllMusic, disse que era o álbum mais interessante de Carey em uma década e que "não há como negar que ele é um álbum, não uma coletânea de faixas, possuindo seu próprio fluxo e humor", mas apontou que ele era afetado pela falta de "um bom par de singles". Em sua resenha para o The Guardian, Alex Macpherson escreveu que apesar de ter poucos singles óbvios, o disco era "carregado de criatividade"; ele elogiou a produção sutil e a voz de Carey, notando que "embora seu alcance médio possa estar cada vez mais irregular, ela navega por suas falhas com elegância" no decorrer do álbum. Dan Gennoe, do Yahoo! Music, opinou que a obra "certamente não é nem o desastre que nos foi prometido, nem um triunfo", mas que com "um par de grandes singles, do pop alegre e otimista que ela costumava fazer melhor do que ninguém" poderia ter sido um retorno adequado à forma. Para a Rolling Stone, Jody Rosen comentou que o álbum resulta no lançamento mais "coerente sonora e tonalmente de Carey", mas que poderia ter sido seu melhor trabalho se fosse várias músicas mais curto, uma vez que segundo ela, Memoirs of an Imperfect Angel "afunda em sua segunda metade".
Melinda Newman, do HitFix, comentou que o fato do álbum ter poucos produtores deu-lhe uma coesão que por vezes beira a mesmice, mas que apesar disso, fornece uma boa sensação de continuidade em um mundo cada vez mais voltado para os singles. Neil McCormick, do The Daily Telegraph, opinou que o disco era um pouco meloso, mas notou que "a técnica incrível de Carey é aplicada a batidas sedutoras com surpreendente contenção". Chris Richards, do The Washington Post, considerou o disco como "passável", mas defendeu que sua voz estava de alguma forma ficando mais jovem, mais alta e mais leve. James Reed, do The Boston Globe, o chamou de "um disco de vaidade que se baseia em glórias passadas", mas percebeu que Carey "eleva a sensual slow jam a uma forma de arte aqui". Uma análise mista veio da revista Slant Magazine, na qual o crítico musical Sal Cinquemani chamou Memoirs of an Imperfect Angel de "um de seus mais sonoramente consistentes". No entanto, achou o álbum "sem alma", e observou que a semelhança fonética das faixas levou à produção soar "barata e mais do mesmo, sem a plenitude de seu melhor trabalho". Leah Greenblatt, do Entertainment Weekly, deu uma nota B para o disco, observando que o álbum não impressiona nem decepciona, mas é apenas satisfatório: "imperfeições estão longe de ser encontradas em Memoirs of an Imperfect Angel, mas também não são muitas revelações verdadeiras".
Jim Farber, do New York Daily News, criticou os efeitos aplicados na voz de Carey que pareciam ter passado por "uma sala de guerra cheia de compressores, câmaras de eco, filtros, sintonizadores de áudio e Deus sabe que outras engenhocas muito tempo e dinheiro podem comprar", bem como os instrumentais, que ele acreditava ser tão artificiais quanto. Para a BBC, Mike Diver classificou-o como um "álbum em piloto automático", observando a "escassez de invenção em exibição" na obra, seu conteúdo lírico "confuso" e seus arranjos "bem longe de memoráveis", e finalizou dizendo: "Se não há um álbum pronto, não lance um álbum". Também em uma visão negativa, J. Edward Keyes, do Newsday, observou que a contenção vista em seus álbuns anteriores havia dado lugar à inércia em Memoirs of an Imperfect Angel, classificando-o como "de baixa potência e baixo impacto", cuja produção parecia "clichê na melhor das hipóteses". Jim DeRogatis, do Chicago Sun-Times, descreveu uma "vibração exigente, sem alma e sem ar" que domina o álbum, e escreveu que "como sempre, Carey canta demais em todas as oportunidades, desnecessariamente vibrando para cima e para baixo" nas escalas vocais. De forma oposta, Jon Caramanica, do The New York Times, sentiu falta da demonstração da habilidade vocal de Carey, uma vez que ela havia "afinado sua voz para um silêncio" em meio aos "arranjos amplamente apáticos" presentes no disco. Caramanica também observou que as letras "desconcertantes e confusas" eram ainda mais preocupantes.
Memoirs of an Imperfect Angel conquistou o décimo e o quarto lugar nas listas de melhores álbuns de 2009 da Pitchfork e da The Associated Press, respectivamente, enquanto figurou como um dos melhores álbuns de R&B do ano na lista compilada pelo Shepherd Express. Também foi indicado na premiação NAACP Image Awards de 2010 como "Álbum Destaque".

## Angels Advocate
Em outubro de 2009, Tricky Stewart revelou à Rap-Up que haviam planos para um projeto de remixes das canções do álbum, intitulado Angels Advocate. Na ocasião, ele afirmou que o disco teria participação de artistas convidados em 90% das faixas, com possibilidade de uma ou duas novas canções. Vários artistas convidados foram confirmados para o projeto, como Mary J. Blige, Fabolous, R. Kelly, Ludacris e Trey Songz. Carey também planejou uma colaboração com o Westlife para a versão britânica do álbum, que teria um futuro lançamento como single. Jermaine Dupri e Swizz Beatz foram também ligados a várias produções do material. Foram lançados dois singles, "Angels Cry" com Ne-Yo e "Up Out My Face" com Nicki Minaj, a fim de promover o projeto. Angels Advocate tinha lançamento previsto para 30 de março de 2010 nos Estados Unidos exclusivamente através da Target; no entanto, dias antes do lançamento oficial, em 22 de março, foi anunciado que o projeto havia sido cancelado, e que algumas canções que estariam no disco seriam posteriormente lançadas como singles. Também foi anunciado que Carey iria se concentrar na gravação de um novo álbum possivelmente voltado ao Natal, que veio a ser Merry Christmas II You, seu décimo terceiro álbum de estúdio e segundo natalino, lançado em novembro de 2010.

## Lista de faixas
| N.º | Título                            | Compositor(es)                                                                         | Produtor(es)                              | Duração |  |
| 1.  | "Betcha Gon' Know (The Prologue)" | Mariah Carey Terius "The-Dream" Nash C. "Tricky" Stewart James "Big Jim" Wright        | Carey Stewart Nash Wright                 | 4:00    |  |
| 2.  | "Obsessed"                        | Carey Stewart Nash                                                                     | Carey Stewart Nash                        | 4:02    |  |
| 3.  | "H.A.T.E.U."                      | Carey Stewart Nash                                                                     | Carey Stewart Nash                        | 4:28    |  |
| 4.  | "Candy Bling"                     | Carey Nash Carlos McKinney Ahmad Lewis Stefan Gordy John Klemmer                       | Carey Nash Los da Mystro                  | 4:03    |  |
| 5.  | "Ribbon"                          | Carey Stewart Nash                                                                     | Carey Stewart Nash                        | 4:21    |  |
| 6.  | "Inseparable"                     | Carey Stewart Nash Robert Hyman Cyndi Lauper                                           | Carey Stewart Nash                        | 3:34    |  |
| 7.  | "Standing O"                      | Carey Stewart Nash                                                                     | Carey Stewart Nash                        | 4:00    |  |
| 8.  | "It's a Wrap"                     | Carey Barry White                                                                      | Carey Heatmyzer Stewart Wright            | 3:59    |  |
| 9.  | "Up Out My Face"                  | Carey Stewart Nash                                                                     | Carey Stewart Nash                        | 3:41    |  |
| 10. | "Up Out My Face (The Reprise)"    | Carey Stewart Nash                                                                     | Carey Stewart Nash                        | 0:51    |  |
| 11. | "More Than Just Friends"          | Carey Stewart Nash Sean Combs Chris Wallace Rashad Smith Mark DeBarge Etterlene Jordan | Carey Stewart Nash                        | 3:37    |  |
| 12. | "The Impossible"                  | Carey Stewart Nash Albert Brown Donald DeGrate                                         | Carey Stewart Nash                        | 4:00    |  |
| 13. | "The Impossible (The Reprise)"    | Carey Stewart Nash Brown DeGrate                                                       | Carey Stewart Nash                        | 2:26    |  |
| 14. | "Angel (The Prelude)"             | Carey Stewart Wright                                                                   | Carey Stewart Wright                      | 1:04    |  |
| 15. | "Angels Cry"                      | Carey Stewart Crystal Johnson Wright                                                   | Carey Stewart Wright                      | 4:02    |  |
| 16. | "Languishing (The Interlude)"     | Carey Wright                                                                           | Carey Wright                              | 2:34    |  |
| 17. | "I Want to Know What Love Is"     | Mick Jones                                                                             | Carey Stewart Wright Randy Jackson (adi.) | 3:27    |  |

| Faixas bônus da edição digital |                                                    |         |  |
| N.º                            | Título                                             | Duração |  |
| 18.                            | "Obsessed" (Cahill Radio Mix)                      | 3:21    |  |
| 19.                            | "Obsessed" (Seamus Haji & Paul Emanuel Radio Edit) | 3:12    |  |
| 20.                            | "Obsessed" (Jump Smokers Radio Edit)               | 3:20    |  |
| 21.                            | "Obsessed" (Friscia and Lamboy Radio Mix)          | 4:11    |  |

| CD bônus da edição limitada |                                                     |         |  |
| N.º                         | Título                                              | Duração |  |
| 1.                          | "Obsessed" (Cahill Radio Mix)                       | 3:21    |  |
| 2.                          | "Obsessed" (Seamus Haji & Paul Emanuel Radio Edit)  | 3:13    |  |
| 3.                          | "Obsessed" (Jump Smokers Radio Edit)                | 3:20    |  |
| 4.                          | "Obsessed" (Friscia and Lamboy Radio Mix)           | 4:11    |  |
| 5.                          | "Obsessed" (Videoclipe)                             | 4:04    |  |
| 6.                          | "Obsessed" (Remix) (com participação de Gucci Mane) | 4:25    |  |

Notas
- "Candy Bling" contém uma amostra de "Back in the Day", escrita por Ahmad Lewis, Stefan Gordy e John Klemmer.
- "Inseparable" contém interpolações de "Time After Time", escrita por Robert Hyman e Cyndi Lauper.
- "It's a Wrap" contém interpolações de "I Belong to You" de The Love Unlimited Orchestra, escrita por Barry White.
- "More Than Just Friends" contém uma amostra de "One More Chance" / "Stay with Me (Remix)", escrita por Sean Combs, Chris Wallace, Rashad Smith, Mark DeBarge e Etterlene Jordan.
- "The Impossible" e "The Impossible (The Reprise)" contêm interpolações de "Forever My Lady", escrita por Albert Brown e Donald DeGrate.

## Créditos
Créditos adaptados do encarte de Memoirs of an Imperfect Angel.

### Locais de gravação
- The Boom Boom Room (Burbank)
- Studio at the Palms (Las Vegas)
- Honeywest (Nova Iorque)
- Germano (Nova Iorque)
- Larrabee West (Los Angeles)
- Triangle Sound (Atlanta)
- The Setai (Miami)

### Equipe
| - Tara Bryan – administração de A&R - Kristofer Buckle – maquiagem - Mariah Carey – produção executiva, vocais, produção, composição - Carol Corless – produção de embalagem - Jaycen-Joshua Fowler – mixagem - Brian Gardner – masterização - Karen Kwak – A&R - Scott Marcus – administração, coordenação de A&R - Terius "The-Dream" Nash – produção, composição - Oribe – cabeleireiro | - Dave Pensando – mixagem - Antonio "L.A." Reid – co-produtor executivo - Garrett Schaeffer – gerente de produto - Christopher "Tricky" Stewart – produção, composição, órgão, teclado - Phil Tan – mixagem - Michael Thompson – design de fotografia - Andy West – direção de arte e design - James "Big Jim" Wright – órgão, teclado, produção, composição - Kristen Yiengst – coordenação de fotografia e arte |

## Desempenho nas tabelas musicais
Nos Estados Unidos, Memoirs of an Imperfect Angel foi lançado na mesma semana que o álbum Brand New Eyes da banda Paramore, gerando forte expectativa sobre qual ocuparia o primeiro lugar da Billboard 200. No entanto, o posto acabou ficando com Love Is the Answer da cantora Barbra Streisand, seguido por Brand New Eyes, enquanto o álbum de Carey estreou no terceiro lugar com vendas de 168.000 unidades na primeira semana. Isto representou uma queda significativa em vendas quando comparado com seu álbum anterior, E=MC², que debutou no primeiro posto da tabela vendendo 463.000 cópias em sua semana de estreia. Memoirs of an Imperfect Angel terminou 2009 na 101ª posição na tabela de álbuns mais vendidos do ano da Billboard 200. Até novembro de 2018, o álbum havia vendido um total de 555.000 unidades nos Estados Unidos, convertendo-se num dos discos da cantora que menos vendeu na região. O disco foi posteriormente certificado como disco de platina em 26 de setembro de 2022 pela Recording Industry Association of America (RIAA), por vendagem superior a um milhão de cópias no país. No Canadá, Memoirs of an Imperfect Angel debutou na quinta posição na tabela de álbuns do país.
Memoirs of an Imperfect Angel estreou na sexta posição na Austrália em outubro de 2009, permanecendo na tabela por quatro semanas. Na Nova Zelândia, no entanto, o disco obteve um desempenho menor, posicionando-se na 25ª colocação, e permanecendo por duas semanas na tabela de álbuns do país. Na Coreia do Sul, o álbum alcançou a quinta colocação na tabela de álbuns internacionais. No Japão, o álbum atingiu a nona colocação, enquanto no México, conseguiu atingir a colocação de número 49. No Brasil, Memoirs of an Imperfect Angel foi certificado como disco de ouro pela Pro-Música Brasil (PMB).
No Reino Unido, Memoirs of an Imperfect Angel estreou na 23ª posição da tabela UK Albums Chart, um número que foi considerado baixo, dada a alta promoção feita para o lançamento disco no país. O álbum permaneceu na parada por um total de cinco semanas e foi posteriormente certificado como disco de prata pela British Phonographic Industry (BPI) pela venda de 60.000 unidades apenas quatro dias após seu lançamento. Foi relatado pela revista Music Week em novembro de 2010 que o disco havia vendido 80.308 cópias no Reino Unido até aquela ocasião. No restante da Europa, o desempenho de Memoirs of an Imperfect Angel foi semelhante. O álbum alcançou a 39ª posição na Áustria, a 26ª na Holanda, a 32ª na Hungria, a 17ª na Itália, enquanto se posicionou na 27ª colocação na República Checa. Em outros lugares, o disco conseguiu obter resultados superiores, alcançando o quinto lugar na Dinamarca, e o décimo na França. Memoirs of an Imperfect Angel contabilizou vendas de cerca de 2 milhões de cópias até junho de 2013.
| Tabela musical (2009)                       | Melhor posição |
| ------------------------------------------- | -------------- |
| Alemanha (Offizielle Deutsche Charts)       | 27             |
| Austrália (ARIA)                            | 6              |
| Áustria (Ö3 Austria Top 40)                 | 39             |
| Bélgica (Ultratop Flandres)                 | 44             |
| Bélgica (Ultratop Valônia)                  | 24             |
| Canadá (Billboard)                          | 5              |
| Coreia do Sul (Circle International Albums) | 5              |
| Dinamarca (Hitlisten)                       | 5              |
| Escócia (Official Scottish Albums)          | 44             |
| Espanha (PROMUSICAE)                        | 23             |
| Estados Unidos (Billboard 200)              | 3              |
| Estados Unidos (Top R&B/Hip Hop Albums)     | 1              |
| França (SNEP)                               | 10             |
| Hungria (MAHASZ)                            | 32             |
| Itália (FIMI)                               | 17             |
| Japão (Oricon)                              | 9              |
| México (AMPROFON)                           | 49             |
| Nova Zelândia (RMNZ)                        | 25             |
| Países Baixos (Dutch Charts)                | 26             |
| Reino Unido (UK Albums Chart)               | 23             |
| Reino Unido (UK R&B Albums Chart)           | 8              |
| República Tcheca (ČNS IFPI)                 | 27             |
| Suécia (Sverigetopplistan)                  | 44             |
| Suíça (Schweizer Hitparade)                 | 18             |

| Tabela musical (2009)                             | Melhor posição |
| ------------------------------------------------- | -------------- |
| Estados Unidos (Billboard 200)                    | 101            |
| Estados Unidos (Billboard Top R&B/Hip-Hop Albums) | 44             |
| Itália (FIMI)                                     | 173            |
| Parada (2010)                                     | Posição        |
| Estados Unidos (Billboard Top R&B/Hip-Hop Albums) | 40             |

| Região                                                                                             | Certificação | Unidades   |
| -------------------------------------------------------------------------------------------------- | ------------ | ---------- |
| Brasil (Pro-Música Brasil)                                                                         | Ouro         | 30 000*    |
| Estados Unidos (RIAA)                                                                              | Platina      | 1 000 000^ |
| Reino Unido (BPI)                                                                                  | Prata        | 80.308     |
| Singapura (RIAS)                                                                                   | Ouro         | 5 000*     |
| *números de vendas baseados somente na certificação ^distribuições baseadas apenas na certificação |              |            |

## Histórico de lançamento
| Região         | Data                   | Formato              | Gravadora             | Ref.           |
| -------------- | ---------------------- | -------------------- | --------------------- | -------------- |
| México         | 28 de setembro de 2009 | CD, download digital | Universal Music Group | [ 159 ]        |
| Estados Unidos | 29 de setembro de 2009 | CD, download digital | Island                | [ 38 ]         |
| Alemanha       | 2 de outubro de 2009   | CD, download digital | Universal Music Group | [ 119 ]        |
| Itália         | 2 de outubro de 2009   | CD, download digital | Universal Music Group | [ 160 ]        |
| Austrália      | 2 de outubro de 2009   | CD, download digital | Universal Music Group | [ 161 ]        |
| Japão          | 3 de outubro de 2009   | CD, download digital | Universal Music Group | [ 162 ]        |
| França         | 5 de outubro de 2009   | CD, download digital | Universal Music Group | [ 163 ]        |
| Brasil         | 6 de outubro de 2009   | CD, download digital | Universal Music Group | [ 164 ]        |
| Estados Unidos | 27 de outubro de 2009  | Box set (CD + LP)    | Island                | [ 46 ] [ 165 ] |
| Polônia        | 3 de novembro de 2009  | CD, download digital | Universal Music       | [ 166 ]        |
| Reino Unido    | 22 de novembro de 2009 | Download digital     | Mercury               | [ 167 ]        |
| Reino Unido    | 23 de novembro de 2009 | CD                   | Mercury               | [ 168 ]        |
| Irlanda        | 23 de novembro de 2009 | CD                   | Mercury               | [ 169 ]        |